# Абин (шхуна)
«Абин» — парусно-винтовая шхуна Черноморского флота Российской империи. Находилась в составе флота с 1857 по 1891 год, во время несения службы совершала плавания в акватории Чёрного и Азовского морей, а также по реке Буг, использовалась в качестве крейсерского, учебного и брандвахтенного судна. По завершении службы корпус шхуны был переоборудован в баржу, которая использовалась на Чёрном море вплоть до начала XX века.

## Описание судна
Парусно-винтовая шхуна с железным корпусом водоизмещением 176 тонн. Длина судна по сведениям из различных источников составляла 36,58—36,6 метр, ширина — 4,88—4,9 метра, а осадка 2,9 метра. На шхуне была установлена одна горизонтальная двухцилиндровая паровая машина простого расширения мощностью от 30 до 44 номинальных лошадиных силы, что составляло 143 индикаторных лошадиных силы, и один железный паровой котёл, в качестве движителя помимо парусов использовался один гребной винт. Первоначально все установленные механизмы были производства компании Ravenhill, Salkeld & Co. Запас топлива на шхуне составлял 28 тонн угля, а её скорость могла достигать 9 узлов. Первоначальное вооружение судна состояло из двух 3-фунтовых пушек, которые в 1884 году были заменены на одно 87-миллиметровое нарезное орудие. Экипаж шхуны состоял из 39 человек, включая 7 офицеров и 32 нижних чина.
Наименование судна было связано с рекой, протекающей на Северном Кавказе. Шхуна была одним из двух парусных судов Российского императорского флота, носивших это наименование, также в составе Черноморского флота нёс службу одноимённый четырёхпушечный транспорт, купленный в 1843 году и погибший в кораблекрушении у кавказского берега в 1848 году.

## История службы
Парусно-винтовая шхуна «Абин» была заказана Военным ведомством Российской империи в Лондоне, заложена на верфи Samuda Brothers в Попларе и после спуска на воду в августе 1857 года использовалась для нужд Отдельного кавказского корпуса, однако 2 (14) декабря 1857 года вместе с другими шхунами корпуса перешла Морскому ведомству и включена состав Черноморского флота России. Строительство судна вёл кораблестроитель Самьюр. В кампании 1857 и 1858 годов выходила в крейсерские, а в 1858 году ещё и в учебно-практическое плавание в Чёрное море.
В 1859 и 1860 годах, как и в кампании предыдущих лет, принимала участие в практических плаваниях в Азовском и Чёрном морях с воспитанниками юнкерского училища на борту, в том числе вдоль берегов Абхазии. В кампании 1861 и 1862 годах также находилась в плаваниях в Чёрном и Азовском морях и между их портами, а в 1863 году совершала плавания у абхазских берегов Чёрного моря.
В кампанию 1865 года совершала плавания по Бугу и Днепровскому лиману. В 1869 и 1870 годах принимала участие в плаваниях в Чёрном море. А в 1872 году вновь находилась в плаваниях по Бугу. В 1874 году также совершала плавания в Чёрном и Азовском морях. В кампанию 1875 года на шхуне были заменены паровые котлы, после чего она с 1875 по 1877 год выходила в плавания в акватории Чёрного моря.
В течение русско-турецкой войны 1877—1878 годов шхуна находилась на хранении в Николаеве. После войны в кампании с 1879 по 1886 год ежегодно выходила в плавания в Чёрное море. При этом 22 сентября (4 октября) 1879 года командир шхуны капитан-лейтенант Н. Д. Агищев был награждён орденом Святого Владимира IV степени с бантом за 18 шестимесячных кампаний. Также в 1884 году судно было капитально отремонтировано в Николаевском адмиралтействе с установкой нового парового котла и заменой артиллерийского вооружения.
27 октября (8 ноября) 1886 года по непригодности к дальнейшей службе парусно-винтовая шхуна «Абин» была отчислена к Николаевскому порту, 21 декабря 1891 (2 января 1892) года — исключена из списков судов флота, а её корпус в 1896 году переоборудован в баржу № 4, которая по состоянию на 1902 год всё ещё использовалась.

## Командиры шхуны
Командирами парусно-винтовой шхуны «Абин» в составе Российского императорского флота в разное время служили:
- лейтенант, а с 8 (20) сентября 1859 года капитан-лейтенант А. К. Христофоров (1858—1861 годы)[26];
- лейтенант, а с 1 (13) января 1862 года капитан-лейтенант А. П. Тимирязев (1862—1865 годы)[27];
- капитан-лейтенант В. Ф. Трегубов (1865 год)[17];
- капитан-лейтенант Г. Н. Федотов (1871—1874 годы)[28];
- капитан-лейтенант  П. П. Снетов (1875—1877 годы)[29];
- капитан-лейтенант А. И. Юнг (с 17 февраля (1 марта) года до 20 августа (1 сентября) 1879 года)[30];
- капитан-лейтенант Н. Д. Агищев (с 23 августа (4 сентября) 1879 года до 1882 года)[25];
- капитан-лейтенант П. Н. Вульф (1883—1884 годы)[31];
- капитан 1-го ранга И. А. Телегин (1884—1887 годы)[32].

## Память
В «Морском сборнике» была опубликована статья А. А. Пещурова «Кавказская винтовая шхуна Абин».